# Carcharias acutissima
Espèce
Carcharias acutissima est une espèce éteinte de requins de la famille des Odontaspididae. Il inclut aussi le nom de Lamna (Odontaspis) contordidens, Agassiz, 1843. La répartition stratigraphique s’étend de l'Oligocène au Pliocène.

## Requin taureau fossile?
L'espèce actuelle correspondante ou affine pourrait être le Requin taureau (Carcharias taurus) ou le Requin des sables (Carcharias tricuspidatus). Cavinet indique que Carcharias acutissima n’atteint jamais la taille de Carcharias taurus et que « les denticules latéraux de l’espèce fossile sont bien plus proéminents et acuminés ». 

## Synonymes
On le trouve aussi désigné comme Carcharias (Odontaspis), Carcharias aculeatus, Carcharias acutus, Carcharias brachyurus, Carcharias clavatus, Carcharias collata, Carcharias eocaenus, Carcharias gibbesii, Carcharias gustrowensis, Carcharias incidens, Carcharias melanopterus, Carcharias morricei, Carcharias striatula, Carcharias taurus, Carcharias tenuis, Odontaspis acutissima, Lamna acutissima.

## Description
Ces restes fossilisés sont présents dans les faluns de Bretagne, de l'Anjou-Touraine, mais aussi dans de rares gisements en Charente-Maritime, et dans la Manche. 
Les dents sont très pointues et très sigmoïdes à deux denticules latéraux bien développés mais souvent brisés.